# Leland Melvin
Leland Devon Melvin (født 15. februar 1964) er en NASA-astronaut, der har fløjet to rumfærgemissioner.
Han har tidligere været amerikansk fodboldspiller, han begyndte hos NASA på Langley Research Center i 1989. Han fik Mastergrad (1991) i ingeniørvidenskab fra universitet i Virginia.
Leland Melvin blev udvalgt til rumfærgemissionen STS-122, som bragte det europæiske Columbusmodul til Den Internationale Rumstation i februar 2008. Han var også med på STS-129, der besøgte ISS i november 2009.